# George Collins
George Roseborough Collins (Springfield, Massachusetts, 2 de septiembre de 1917 - Falmouth, Massachusetts, 5 de enero de 1993) fue un historiador del arte estadounidense.

## Biografía
Titulado en la Universidad de Princeton en 1939, desde 1962 fue catedrático de la Universidad de Columbia (Nueva York).
Especializado en la obra del arquitecto modernista Antoni Gaudí, se convirtió en uno de los principales expertos a nivel internacional sobre la obra del genio catalán, contribuyendo a la difusión del nombre de Gaudí en una época en la que su figura no estaba todavía valorada como hoy en día. Realizó diversos estudios sobre Gaudí y otros arquitectos y urbanistas catalanes en el Catalan Archive of Art and Architecture. Entre ellos, además de los dedicados al arquitecto reusense, destacan los efectuados sobre la bóveda catalana y su aplicación en Estados Unidos por Rafael Guastavino.
Fue presidente de la Asociación Amigos de Gaudí en Estados Unidos, y miembro de la Sociedad Hispánica de América y del Spanish Institute. Fue creador en Nueva York del Catalan Art Institute.
En 1958 viajó a Barcelona, visitando todas las obras del arquitecto modernista. A partir de aquí empezó su labor divulgativa sobre el autor de la Sagrada Familia: Antonio Gaudí (1960), la primera obra en inglés sobre el arquitecto; The Designs and Drawings of Antonio Gaudí (1983, junto con Juan Bassegoda). Además de obras específicas sobre Gaudí, en 1973 publicó A bibliography of Antonio Gaudí and the Catalan Movement 1870-1930, un compendio de las publicaciones dedicadas hasta la fecha al arquitecto catalán. Autor también de Arturo Soria y la Ciudad Lineal (1968). En 1987 organizó la exposición Antonio Gaudí and his Contemporaries en el Cooper Hewitt Museum de Nueva York.
Collins fue académico de la Real Academia de Bellas Artes de San Jorge y doctor honoris causa por la Universidad Politécnica de Cataluña (1977).
George R. Collins tiene una calle dedicada en Barcelona, inaugurada en 1998. Está situada junto a los Pabellones Güell, una de las obras de Gaudí.